# Eduard Hackel
Eduard Hackel, född den 17 mars 1850 i Haida, död den 17 februari 1926 i Attersee, var en österrikisk botaniker. Han studerade vid Technische Universität Wien och blev lärarvikarie på en gymnasieskola i Sankt Pölten 1869 och blev professor i naturhistoria där när han tog sin lärarexamen 1871. Han hade kvar samma anställning fram till pensioneringen 1900. Hackel publicerade sina första dokument om gräs 1871 och blev snart känd som en världsledande expert inom gräsfamiljen. Han gjorde endast en insamlingsresa, till Spanien och Portugal 1876, men arbetade i stället med insamlat gräs mestadels från Japan, Taiwan, Nya Guinea, Brasilien och Argentina. Förutom systematik bidrog Hackel även till morfologin och histologin för olika gräsarter. Släktet Hackelochloa har uppkallats efter honom.
Auktorsnamnet Hack. kan användas för Eduard Hackel i samband med ett vetenskapligt namn inom botaniken; se Wikipediaartiklar som länkar till auktorsnamnet.